# Sainte-Féréole
Sainte-Féréole é uma comuna francesa na região administrativa da Nova Aquitânia, no departamento de Corrèze. Estende-se por uma área de 35,3 km², com 1 637 habitantes, segundo os censos de 1999.